# 岔河 (凤河)
39°39′42″N 116°32′41″E / 39.6615457°N 116.5447385°E
岔河是中国北京地区的一条河流，是凤河的支流。
位于大兴区东部。源于魏善庄乡的赵庄子村，流经沙窝营村，汇入凤河。全长18公里，流域面积56平方公里。